# كليمنت دوبونت
كليمنت دوبونت (بالفرنسية: Clément Dupont)‏ هو لاعب اتحاد الرغبي فرنسي، ولد في 11 أبريل 1899 في Argelès-Gazost ‏ في فرنسا، وتوفي في 1 نوفمبر 1993 في بوردو في فرنسا.

## وصلات خارجية
- كليمنت دوبونت عل موقع إسبنسكروم (الإنجليزية)
- كليمنت دوبونت على موقع أوليمبيديا (الإنجليزية)